# 강은일
강은일(1995년 4월 5일 ~ )은 대한민국의 뮤지컬 배우이다.

## 학력
- 한림연예예술고등학교
- 명지대학교 뮤지컬과

## 생애
강은일 본래 강동일은 4남매의 막내로 태어나 8살부터 형을 따라 교회를 다니며 춤추고 독학으로 스트리트댄스를 배웠다.
중학교 3학년때 담임 선생님이 "너는 무대 체질이다"면서 건넨 2주 무료 수강을 하는 전단지를 보고 찾아간 연기 학원에서 "춤도 연기가 될 수 있다"며 가르쳐 준 마임을 배우면서 2주 동안 "연극 대사를 읊고 뮤지컬 노래를 하면서 춤추는 게 좋았다"는 강은일은 “네가 잘할 수 있는 것, 좋아하는 것을 하라”는 부모의 지원 덕에 한림예술고등학교에 입학하여 발레, 재즈, 현대 무용 등 새로운 장르의 춤에 눈을 뜨게 되었고 특히 1학년때 갈라 공연 주인공을 맡으면서 '무대에 조명이 켜지고 막이 올라갈 때의 벅찬 감정에 매료되어' <뮤지컬>,<코러스라인>,<페임> 등 댄스가 강조되는 뮤지컬을 보면서 열심히 공부하여 2학년때 뮤지컬<13> 오디션을 통해 데뷔했다.
명지대학교에서 댄스 전형으로 뮤지컬학과에 입학했으나 보컬 전형 연습실에서 노래도 배웠다.
2016년에 1899년 신문팔이 소년들의 파업 실화를 다룬 뮤지컬 <뉴시즈> 앙상블에 지원했으나 주인공 잭 켈리의 단짝이자 신문팔이들의 중심멤버인 크러치 역을 맡아 불편한 다리 때문에 목발의 도움을 받고 있지만 불의에 물러서지 않는 인물로 출연했던 강은일은 <뉴시즈>와 마찮가지로 앙상블에 지원했던 <아이다>에서 메랩 역에 캐스트되었다.
이후 소속사와의 계약이 무산되고 어렵게 기회를 얻은 대학로 공연 오디션도 실패하여 1년동안 공백기를 가진 뒤에 2017년 <붉은 정원> 리딩 공연에 캐스트되고 이 공연으로 더블케이필름앤씨어터에 들어가 이곳에서 제작한 <스모크>에 출연했다.
강은일은 “뮤지컬만 고집하기보다 다른 장르도 해보고 싶다. 여러 장르를 해낸 배우들의 자연스러움과 생동감이 좋더라. 동료가 믿을 수 있는 배우, 기분 좋게 함께 작업할 수 있는 배우가 되고 싶다.”고 밝혔다.
이후 <아이다>, <정글라이프>에서 피동희 역, <더 캐슬> 토니 역, <랭보> 들라에 역 등의 작품에 출연했다.
뮤지컬 연출가 왕용범은 <뉴시즈]에 출연했던 강은일에 대해 “신인인데도 눈빛에서 나오는 근성도 남다르다. 신인답지 않은 독기도 있더라. 좀더 지켜봐야겠지만 저런 친구들이 잘될 재목”이라고 했다.
2019년 6월 18일 경인방송 라디오 오후 2시 <조수연의 뿜뿜 라디오>에 출연했다.

## 사건
2018년 3월 10일 강은일이 친형처럼 믿고 따르던 고등학교 선배의 남녀 동창들과 함께 했던 서초구의 순댓국 음식점 식사 자리에 참석했던 여성이 "음식점에서 화장실에 들어가려는데 '누나'라고 부르며 따라 들어와 갑자기 허리를 한 손으로 감싸고, 다른 한 손으로 가슴을 만지며 강제로 키스했다"고 고소하여 피의자 신분으로 받은 검찰 조사에서 "이 여성이 남자 화장실 칸에서 나와 화장실 세면대 앞에서 마주쳤는데 여성이 먼저 몸을 밀착해 자신에게 입맞춤을 하더니 '너 왜 이러냐' '녹음 다했다' '내가 만만하냐'는 등 먼저 화를 냈다"고 주장하면서 "이후 화장실 밖으로 나가려고 하자 갑자기 화장실 안으로 끌어당긴 후 키스를 했다"고 말했으나 검찰은 강제추행 혐의로 2018년 10월 31일 불구속기소했다.
강은일은 법원에서도 계속하여 범행을 부인하였음에도 서울중앙지방법원 형사13단독 박영수 판사는 2019년 9월4일에 "피해자가 일관되게 피해 사실을 진술하는 점, 주변인들과 주고받은 카카오톡 메시지 내용 등을 봤을 때 진술에 신빙성이 인정된다"고 하면서 피고인에 대해 “위와 같은 행동은 너무나 비정상적”이라며 “추행의 정도가 가볍지 않고 납득하기 어려운 변명으로 일관하며 자신의 잘못을 인정하지 않고 있다”고 하면서 징역 6개월을 선고하고 법정구속하며 성폭력 치료 프로그램 이수 40시간을 명령했다.
이에 소속사인 더블케이필름앤씨어터는 "며칠동안 연락이 없다가 구속 사실을 접했다"며 "신뢰관계가 깨졌다"는 이유로 전속계약을 해지하면서 공연 예정이던 작품에서 하차하였다.
구속된 이후 강은일은 항소하여 진행된 항소심 재판에서 방청석에 있던 강은일의 어머니가 "판사님들이 제발 현장을 직접 봐달라"는 요청에 재판부는 현장검증을 진행하면서 나란히 붙어 있던 남자화장실과 여자화장실 문이 열리며 사람들이 오가는 그림자가 찍힌 CCTV 화면을 초 단위로 분석하며 피고인과 여성, 나머지 일행들의 시간차 동선을 복원하여 “화장실 문 아래쪽 통풍구에 비친 그림자로 화장실 내부에서 여자화장실 칸의 문을 열거나, 여자화장실 칸에 들어가거나 나오는 움직임을 확인할 수 있었다”며 이른 근거로 "피고인이 화장실에 들어가고 피해자가 뒤따라 들어갔으며 피고인이 나오려다 피해자에 의해 화장실로 끌려들어가고 여자화장실 칸 문이 열렸다 닫히는 듯한 그림자가 확인됐다”며 "이를 통해 확인한 동선이 피해자의 진술과 어긋나고 피고인의 주장에 더 설득력이 있다"고 하면서 2020년 1월21일 무죄를 선고하였고, 대법원이 4월 9일 검사의 상고를 기각하면서 무죄를 확정했다.(대법원2020도2010) 강은일은 법정구석된 이후 항소심이 진행될 때 보석으로 석방되어 4개월여 구속되었다.

## 공연
- <13> 말콤 역 2012년 12월 1일 ~ 12월 31일
- <뉴시즈> 크러치 역 2016년 4월 12일 ~ 7월 3일
- <아이다> 메렙 역 2016년 11월 6일 ~ 2017년 3월 18일
- <더 뮤지컬 페스티벌> 2017년 9월 9일 ~ 9월 10일
- <붉은 정원> 이반 투르게네프 역 2017년 11월 13일
- <언성> 2017년 12월 26일 ~ 12월 27일
- 뮤지컬 콘서트 <헬로우 피아노 맨> 2018년 3월 26일
- <스모크> 해 역 2018년 4월 24일 ~ 7월 15일
- <알 앤 제이> 학생3 역 2018년 7월 10일 ~ 9월 30일
- <랭보> 들라에 역 2018년 10월 23일 2019년 1월 13일
- <더 캐슬> 토니 역 2019년 4월 15일 ~ 6월 30일
- <정글라이프> 피동희 역 2019년 8월 10일 ~ 10월 6일